# Speyeria semiramis
Speyeria semiramis är en fjärilsart som beskrevs av Edwards 1886. Speyeria semiramis ingår i släktet Speyeria och familjen praktfjärilar. Inga underarter finns listade i Catalogue of Life.